# Verwischung

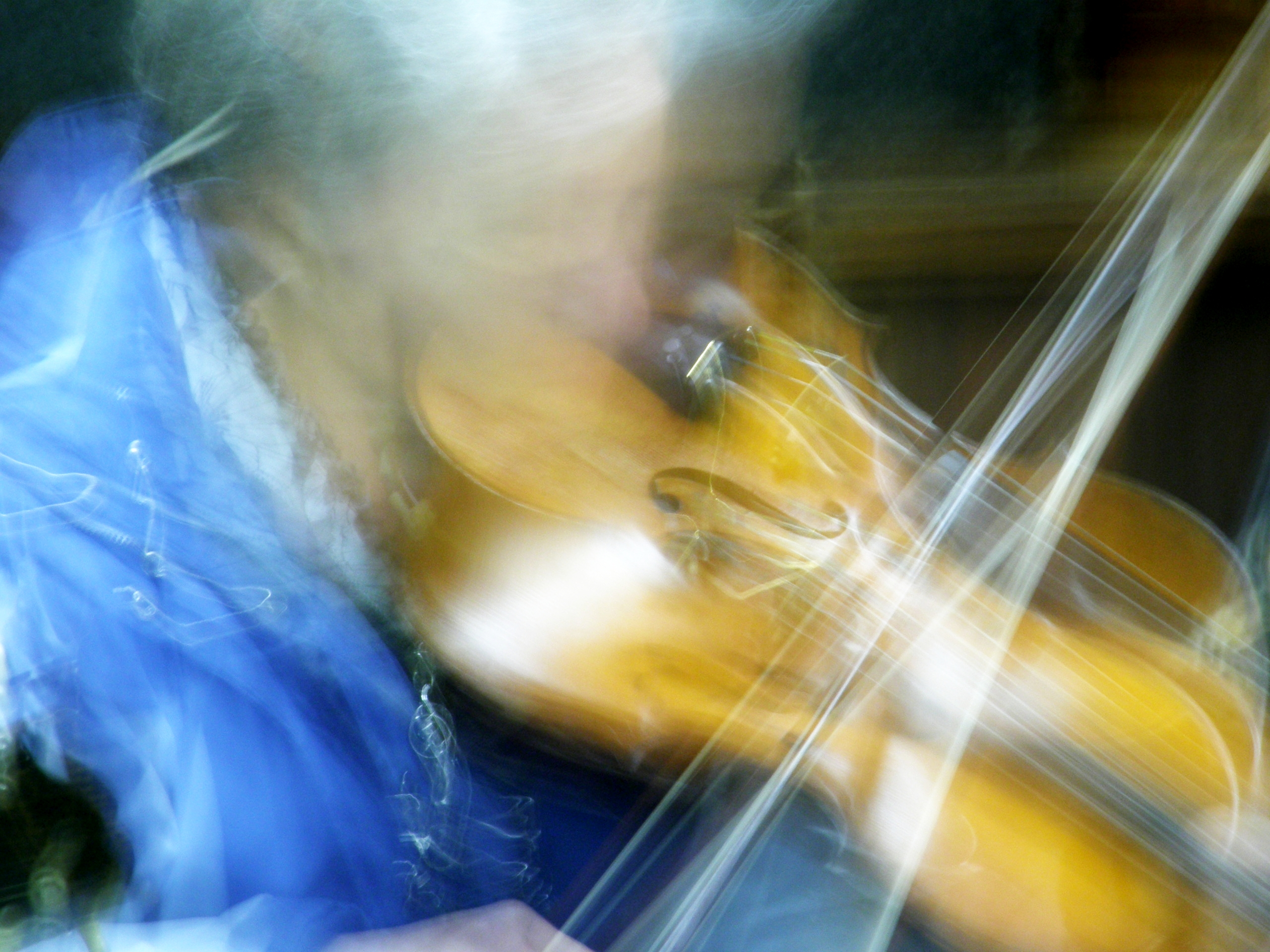
Violinspiel (Rick Doble 2008)

Verwischung ist eine künstlerische Technik, die ab 1961 von Wolf Vostell geschaffen wurde. Vostell vergrößerte Fotografien aus Zeitschriften und Zeitungen auf Fotoleinwand (emulsionierte Leinwand), zog diese auf Keilrahmen auf und verwischte sie mit einer Mischung aus Terpentin und Tetrachlorkohlenstoff. Diese Mischung wird auf einen Lappen oder auf Watte aufgetragen, um damit die Fotografien zu verwischen.

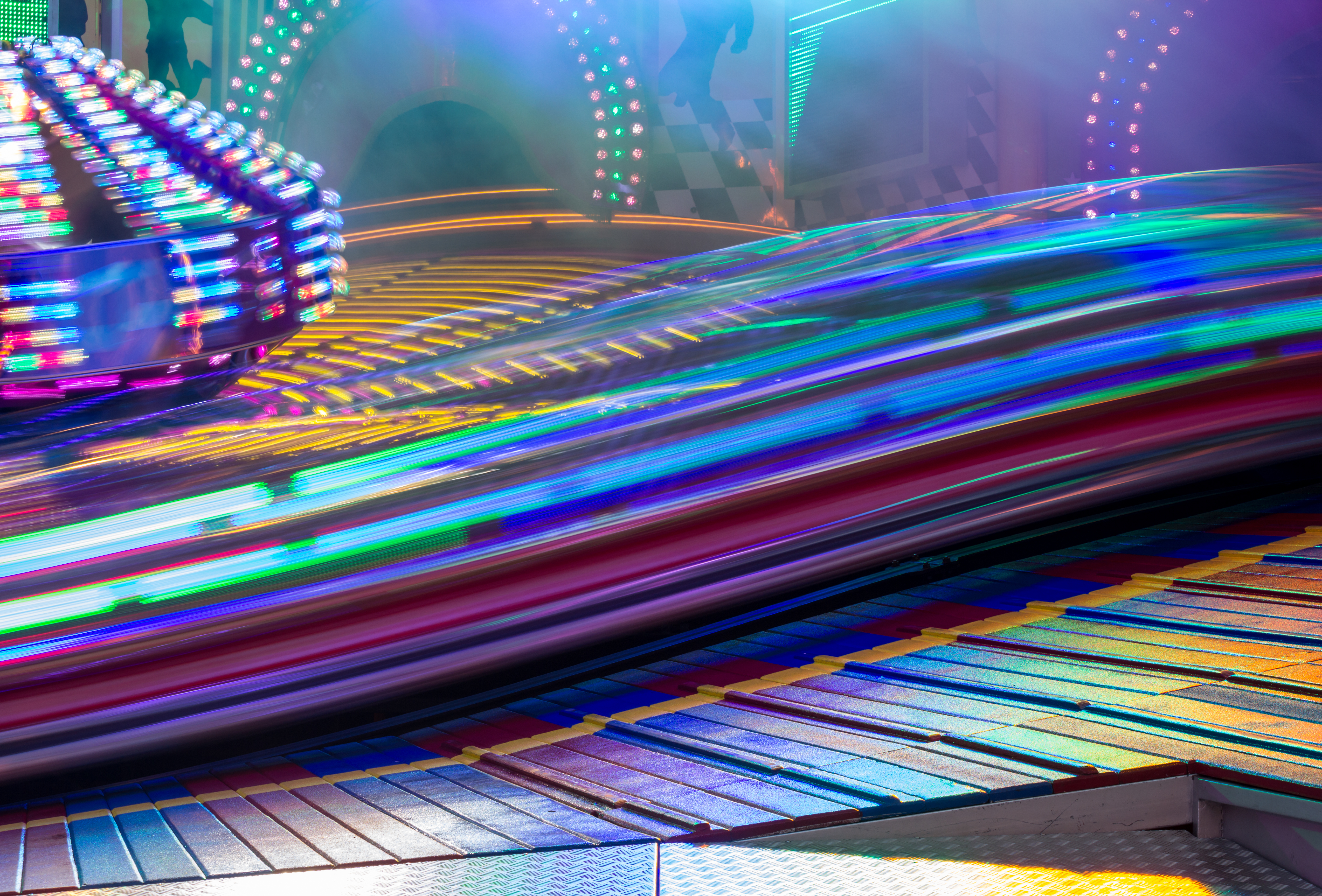
Durch die Bewegungsunschärfe im Foto werden Geschwindigkeit und Bewegung sichtbar

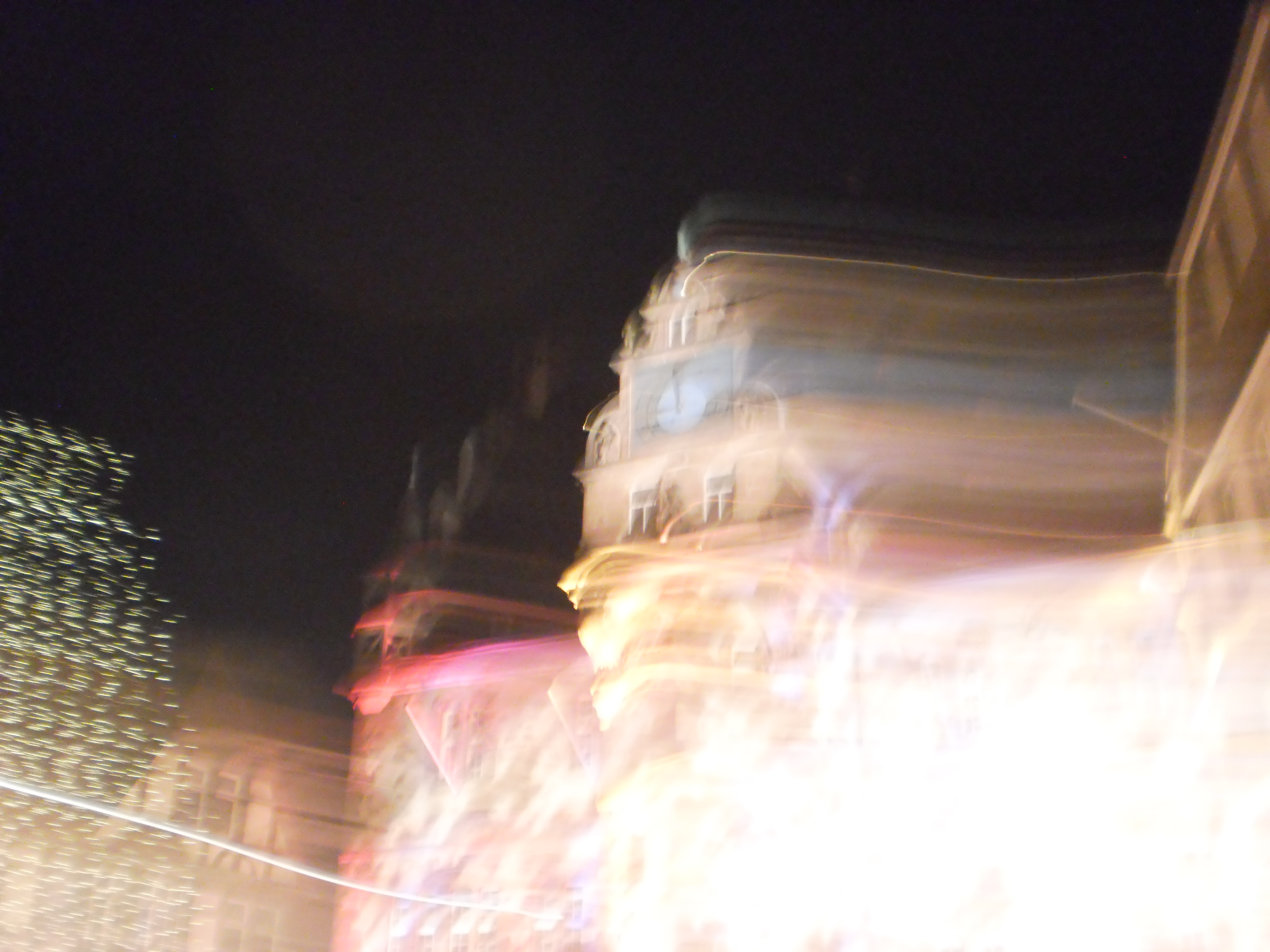
Verwischtes Rathaus in Marburg während der Lichtinszenierung zum Shoppingabend Marburg b(u)y Night (2016). Der zum Weihnachtsbaum hin verschobene historische Sitz der Stadtverwaltung steht für die Illusion von Inszenierungen und die Vergänglichkeit der nur kurzzeitig schönen Bilder auf dem glühweingetränkten Marktplatz

Beim Fotografieren kann der Fotograf bewusst eine Verwischung erzeugen, indem er bei einem sich seitwärts bewegenden Motiv eine relativ lange Belichtungszeit wählt (Gegenteil: er führt die Kamera nach und erzeugt einen verwischten Hintergrund).